# Torneo Godó 2000 - Qualificazioni doppio
Le qualificazioni del doppio  del Torneo Godó 2000 sono state un torneo di tennis preliminare per accedere alla fase finale della manifestazione. I vincitori dell'ultimo turno sono entrati di diritto nel tabellone principale. In caso di ritiro di uno o più giocatori aventi diritto a questi sono subentrati i lucky loser, ossia i giocatori che hanno perso nell'ultimo turno ma che avevano una classifica più alta rispetto agli altri partecipanti che avevano comunque perso nel turno finale.
Le qualificazioni del doppio del torneo Torneo Godó 2000 prevedevano 8 coppie partecipanti di cui 2 sono entrate nel tabellone principale.

## Teste di serie
1. Eduardo Nicolas-Espin /  German Puentes-Alcaniz (Qualificati)
2. Andrei Pavel /  Sjeng Schalken (ultimo turno)

1. Alberto Martín /  Marat Safin (primo turno)
2. Emilio Benfele Álvarez /  Nicolás Lapentti (Qualificati)

## Qualificati
1. Eduardo Nicolas-Espin  /   German Puentes-Alcaniz

1. Emilio Benfele Álvarez  /   Nicolás Lapentti

## Tabellone

### Legenda
| - Q = Qualificato - WC = Wild card - LL = Lucky loser | - ALT = Alternate - SE = Special Exempt - PR = Protected Ranking | - w/o = Walkover - r = Ritirato - d = Squalificato |

### Sezione 1
|  | Primo turno | Primo turno                                  | Primo turno                                  | Primo turno | Primo turno |  |  | Ultimo turno | Ultimo turno                                 | Ultimo turno | Ultimo turno | Ultimo turno |  |
|  |             |                                              |                                              |             |             |  |  |              |                                              |              |              |              |  |
|  | 1           | Eduardo Nicolas-Espin German Puentes-Alcaniz | Eduardo Nicolas-Espin German Puentes-Alcaniz | 6           | 6           |  |  |              |                                              |              |              |              |  |
|  |             | Marc Fornell-Mestres Vince Spadea            | Marc Fornell-Mestres Vince Spadea            | 2           | 2           |  |  | 1            | Eduardo Nicolas-Espin German Puentes-Alcaniz | 4            | 7            | 6            |  |
|  |             | Julián Alonso Joan Balcells                  | Julián Alonso Joan Balcells                  | 7           | 6           |  |  |              | Julián Alonso Joan Balcells                  | 6            | 62           | 4            |  |
|  | 3           | Alberto Martín Marat Safin                   | Alberto Martín Marat Safin                   | 64          | 4           |  |  |              |                                              |              |              |              |  |

### Sezione 2
|  | Primo turno | Primo turno                             | Primo turno | Primo turno | Primo turno |  |  | Ultimo turno | Ultimo turno                            | Ultimo turno                            | Ultimo turno | Ultimo turno |  |
|  |             |                                         |             |             |             |  |  |              |                                         |                                         |              |              |  |
|  | 2           | Andrei Pavel Sjeng Schalken             | 7           | 4           | 6           |  |  |              |                                         |                                         |              |              |  |
|  |             | Lars Burgsmüller Antonio Prieto         | 5           | 6           | 2           |  |  | 2            | Andrei Pavel Sjeng Schalken             | Andrei Pavel Sjeng Schalken             | 1            | 2            |  |
|  | 4           | Emilio Benfele Álvarez Nicolás Lapentti | 4           | 6           | 6           |  |  | 4            | Emilio Benfele Álvarez Nicolás Lapentti | Emilio Benfele Álvarez Nicolás Lapentti | 6            | 6            |  |
|  |             | Marc López Didac Perez-Minarro          | 6           | 3           | 2           |  |  |              |                                         |                                         |              |              |  |